# S. John Launer
S. John Launer (Cleveland, 5 novembre 1919 – Los Angeles, 8 settembre 2006) è stato un attore statunitense.
Launer ha partecipato a diverse produzioni per la televisione, oltre 80 dal 1954 al 1987, e a 17 produzioni cinematografiche dal 1955 al 1981. È stato accreditato anche con i nomi John Launer, S. Jon Launer e S. J. Louner.

## Biografia
S. John Launer nacque a Cleveland il 5 novembre 1919. Debuttò al cinema e in televisione a metà degli anni cinquanta. Per il teleschermo fu accreditato diverse volte per numerose interpretazioni, tra cui quelle di diversi personaggi presenti in più di un episodio, come Marshall Houts in 23 episodi della serie The Court of Last Resort dal 1957 al 1958 e il giudice in 33 episodi della serie Perry Mason dal 1958 al 1966. Interpretò inoltre numerosi altri personaggi secondari o ruoli da guest star in molti episodi di serie televisive dagli anni cinquanta agli anni settanta, anche con personaggi diversi in più di un episodio; partecipò, tra l'altro a due episodi di Playhouse 90, due episodi di I racconti del West, cinque episodi di F.B.I. e sei episodi di Dragnet 1967. Prese parte anche a quattro episodi della serie classica di Ai confini della realtà (in uno dei quali viene accreditato solo per la voce).
La sua carriera cinematografica può contare su diverse presenze con varie interpretazioni tra cui il capitano Dave Harris in Banditi atomici del 1955, Mac in I conquistatori dell'uranio del 1956, il dottor Emery Forrest in Il mostro della California del 1956, il capo della polizia in Delitto senza scampo del 1957, Bill Logan in I Was a Teenage Werewolf del 1957, Sam Ward in Marnie del 1964, il generale Nelson in Tamburi ad ovest del 1964, il sindaco Fiergol in A tutto gas del 1968 e Kinsella in Pendulum del 1969. La sua ultima apparizione per gli schermi televisivi avvenne nel film TV V.I.P.$. omicidi club, andato in onda nel 1987, che lo vede nel ruolo di un giudice. Il suo ultimo film è stato Mammina cara del 1981 in. Morì a Los Angeles l'8 settembre 2006.
È stato sposato per 55 anni (1948-2003) con Estelle Schwartz da cui ha avuto due figli.

## Filmografia

### Cinema
- Banditi atomici (Creature with the Atom Brain), regia di Edward L. Cahn (1955)
- I conquistatori dell'uranio (Uranium Boom), regia di William Castle (1956)
- Il mostro della California (The Werewolf), regia di Fred F. Sears (1956)
- Delitto senza scampo (Crime of Passion), regia di Gerd Oswald (1957)
- I Was a Teenage Werewolf, regia di Gene Fowler Jr. (1957)
- Il delinquente del rock and roll (Jailhouse Rock), regia di Richard Thorpe (1957)
- Ora zero (Zero Hour!), regia di Hall Bartlett (1957)
- L'idolo della canzone (Sing Boy Sing), regia di Henry Ephron (1958)
- Non voglio morire (I Want to Live!), regia di Robert Wise (1958)
- Lo zar dell'Alaska (Ice Palace), regia di Vincent Sherman (1960)
- Il cielo è affollato (The Crowded Sky), regia di Joseph Pevney (1960)
- Marnie, regia di Alfred Hitchcock (1964)
- Tamburi ad ovest (Apache Rifles), regia di William Witney (1964)
- A tutto gas (Speedway), regia di Norman Taurog (1968)
- Pendulum, regia di George Schaefer (1969)
- Gable e Lombard: un grande amore (Gable and Lombard), regia di Sidney J. Furie (1976)
- Mammina cara (Mommie Dearest), regia di Frank Perry (1981)

### Televisione
- Meet Corliss Archer – serie TV, un episodio (1954)
- Damon Runyon Theater – serie TV, episodio 2x11 (1955)
- The Ford Television Theatre – serie TV, 4 episodi (1956-1957)
- Gunsmoke – serie TV, 2 episodi (1956-1963)
- Cavalcade of America – serie TV, un episodio (1956)
- Papà ha ragione (Father Knows Best) – serie TV, un episodio (1956)
- I segreti della metropoli (Big Town) – serie TV, un episodio (1956)
- Medic – serie TV, un episodio (1956)
- Playhouse 90 – serie TV, 2 episodi (1956)
- I racconti del West (Zane Grey Theater) – serie TV, 2 episodi (1957-1958)
- The Court of Last Resort – serie TV, 23 episodi (1957-1958)
- The George Burns and Gracie Allen Show – serie TV, 2 episodi (1957)
- Richard Diamond (Richard Diamond, Private Detective) – serie TV, un episodio (1957)
- The George Sanders Mystery Theater – serie TV, un episodio (1957)
- The Adventures of Jim Bowie – serie TV, un episodio (1957)
- The Walter Winchell File – serie TV, un episodio (1957)
- Casey Jones – serie TV, un episodio (1957)
- Il tenente Ballinger (M Squad) – serie TV, 2 episodi (1958-1960)
- Perry Mason – serie TV, 33 episodi (1958-1966)
- State Trooper – serie TV, un episodio (1958)
- The Millionaire – serie TV, un episodio (1958)
- Have Gun - Will Travel – serie TV, episodio 1x34 (1958)
- The Lineup – serie TV, un episodio (1958)
- The Texan – serie TV, episodio 1x08 (1958)
- Frontier Doctor – serie TV, un episodio (1958)
- Target – serie TV, episodio 1x39 (1958)
- This Man Dawson – serie TV, episodi 1x01-1x17 (1959-1960)
- Bonanza – serie TV, 2 episodi (1959-1962)
- Ai confini della realtà (The Twilight Zone) – serie TV, 4 episodi (1959-1963)
- The Restless Gun – serie TV, episodio 2x32 (1959)
- Markham – serie TV, un episodio (1959)
- Tightrope – serie TV, episodio 1x05 (1959)
- Gli intoccabili (The Untouchables) – serie TV, 2 episodi (1960-1961)
- Laramie – serie TV, un episodio (1960)
- The Man from Blackhawk – serie TV, un episodio (1960)
- Hawaiian Eye – serie TV, 2 episodi (1960)
- Corruptors (Target: The Corruptors) – serie TV, episodio 1x13 (1961)
- Undicesima ora (The Eleventh Hour) – serie TV, 2 episodi (1962-1964)
- Frontier Circus – serie TV, un episodio (1962)
- 87ª squadra (87th Precinct) (87th Precinct) – serie TV, un episodio (1962)
- Alcoa Premiere – serie TV, un episodio (1962)
- Kraft Mystery Theater – serie TV, un episodio (1962)
- Stoney Burke – serie TV, un episodio (1963)
- Il dottor Kildare (Dr. Kildare) – serie TV, un episodio (1963)
- Saints and Sinners – serie TV, un episodio (1963)
- L'ora di Hitchcock (The Alfred Hitchcock Hour) – serie TV, un episodio (1963)
- Slattery's People – serie TV, episodio 1x05 (1964)
- The Crisis (Kraft Suspense Theatre) – serie TV, 2 episodi (1964-1965)
- Ben Casey – serie TV, 2 episodi (1964-1965)
- Death Valley Days – serie TV, un episodio (1964)
- Peyton Place – serie TV, 2 episodi (1964)
- F.B.I. (The F.B.I.) – serie TV, 5 episodi (1965-1969)
- Honey West – serie TV, episodio 1x14 (1965)
- Selvaggio west (The Wild Wild West) - serie TV, episodio 1x16 (1966)
- Batman – serie TV, un episodio (1966)
- I giorni di Bryan (Run for Your Life) - serie TV, episodio 1x27 (1966)
- Squadra speciale anticrimine (The Felony Squad) – serie TV, episodio 1x08 (1966)
- Dragnet 1967 – serie TV, 6 episodi (1967-1969)
- La grande vallata (The Big Valley) – serie TV, 2 episodi (1968-1969)
- In nome della giustizia (The Bold Ones: The Protectors) – serie TV, 2 episodi (1969-1970)
- Mod Squad, i ragazzi di Greer (The Mod Squad) – serie TV, 2 episodi (1970-1972)
- Marcus Welby (Marcus Welby, M.D.) – serie TV, 2 episodi (1971-1974)
- The Bold Ones: The Senator – serie TV, un episodio (1971)
- Lo sceriffo del sud (Cade's County) – serie TV, un episodio (1972)
- A tutte le auto della polizia (The Rookies) – serie TV, un episodio (1972)
- Harry O – serie TV, 2 episodi (1973-1974)
- Trapped Beneath the Sea – film TV (1974)
- Petrocelli – serie TV, un episodio (1975)
- Kingston: dossier paura (Kingston: Confidential) – serie TV, un episodio (1977)
- The Amazing Howard Hughes – film TV (1977)
- Washington: Behind Closed Doors – miniserie TV, un episodio (1977)
- The Girl Called Hatter Fox – film TV (1977)
- A Question of Love – film TV (1978)
- Time Out – serie TV, un episodio (1979)
- Tutti figli di Dio (All God's Children) – film TV (1980)
- The Last Song – film TV (1980)
- Inmates: A Love Story – film TV (1981)
- M.A.D.D.: Mothers Against Drunk Drivers – film TV (1983)
- Dempsey – film TV (1983)
- V.I.P.$. omicidi club (Billionaire Boys Club) – film TV (1987)